# Turda

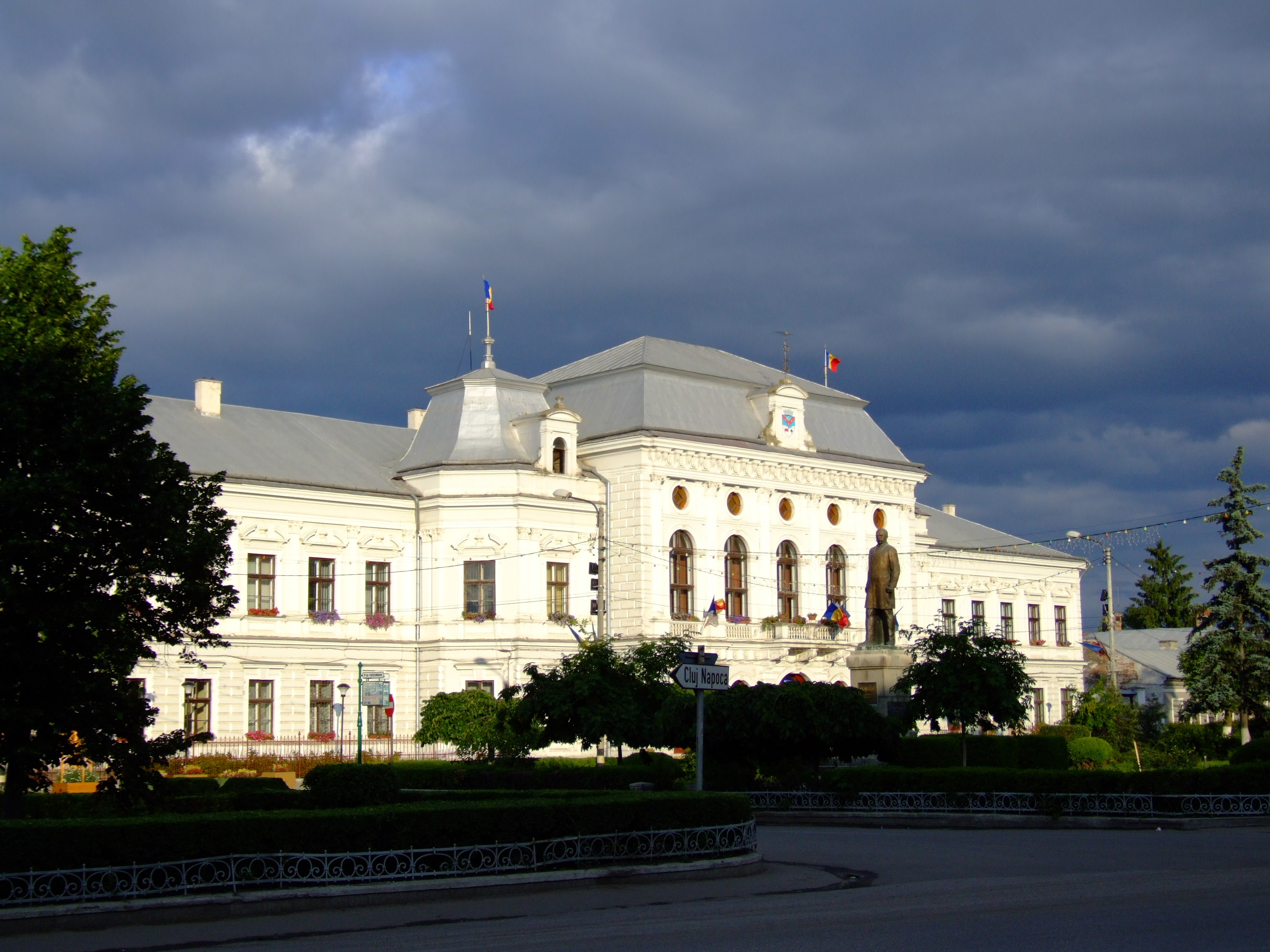
Alcaldía de Turda

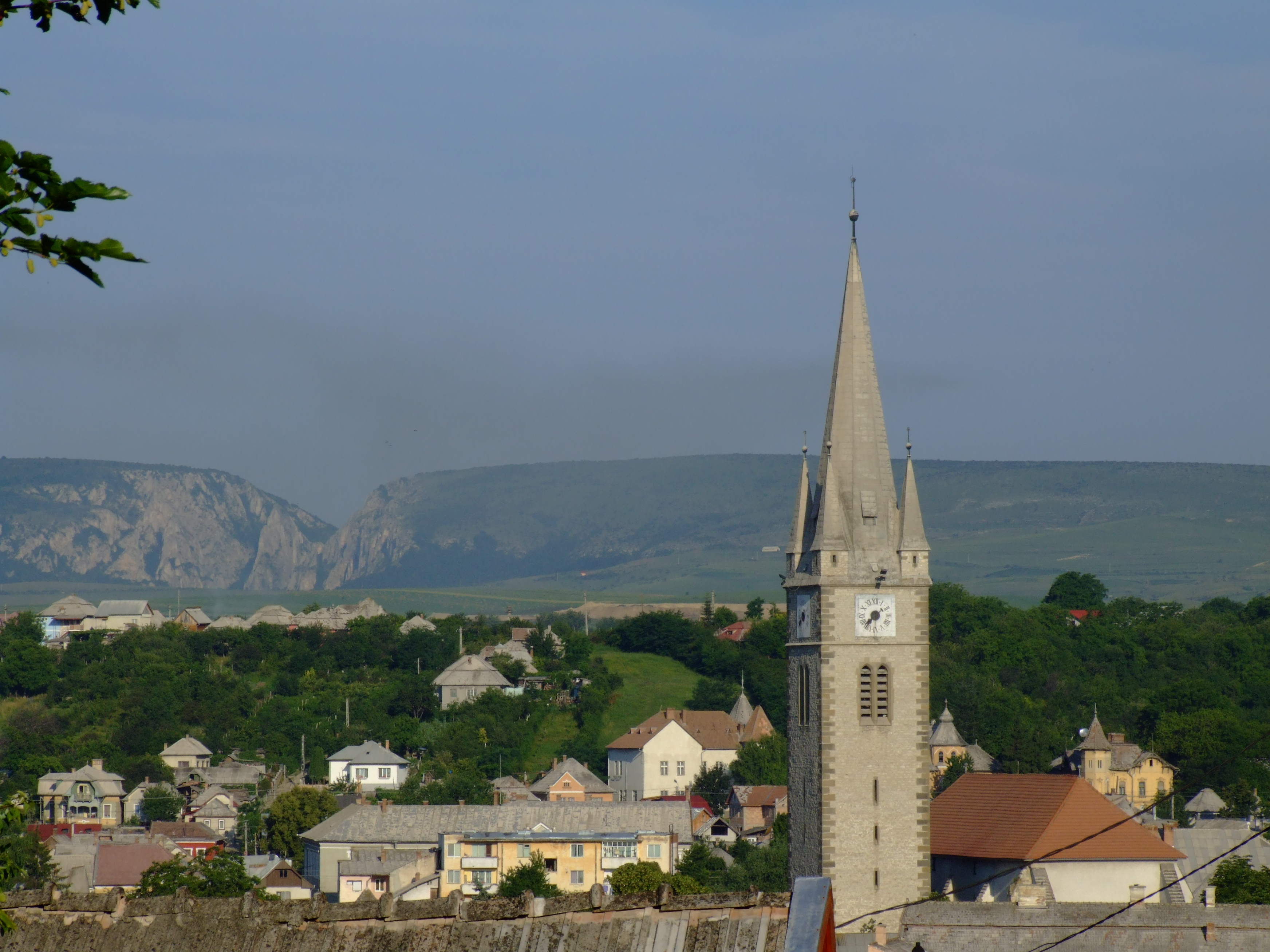
Torre de la Iglesia Calvinista de Turda-Vieja y la garganta de Turda

Turda (en húngaro, Torda; en alemán, Thorenburg) es una ciudad situada en el distrito de Cluj, en Rumania. Según el censo de 2021, tiene una población de 43 319 habitantes.

## Historia
Los vestigios más antiguos de ocupación humana en la zona son de comunidades de cazadores del Paleolítico Medio. Estos descubrimientos, que tienen una antigüedad de aproximadamente 60 000 años, se encontraron en varias cuevas de la famosa reserva natural y arqueológica de Cheile Turzii.
Fue fundada como ciudad de la Dacia con el nombre de Patreuissa (según Ptolomeo en Geographia III, 8, 4), aunque probablemente esta denominación sea una corrupción de Patavissa o Potaissa, que es la forma más atestiguada.
En el año 168 el emperador Marco Aurelio trae a la zona la Legio V Macedonica, elevando el asentamiento al rango de municipium y luego al de colonia, y concediéndole el jus italicum, es decir, un régimen jurídico similar al de las localidades de la península itálica.
El imponente fuerte militar que domina por posición y tamaño el poblado concentra la población que seguirá viviendo en la localidad incluso después de que los romanos abandonaran Dacia. Por primera vez se menciona el asentamiento con el nombre de Turda en el año 1075.
Las bases de la organización política y administrativa del Principado Autónomo de Transilvania se sentaron en la Dieta de Turda en 1542. También celebradas en Turda y entre las primeras en Europa, las dietas de 1557 y 1568 decretaron la libertad de cuatro cultos religiosos existentes en el territorio de Transilvania. Sin embargo, en aquellas ocasiones no se legisló la libertad religiosa de la mayoría de la población de Transilvania, del campo rumano.
Uno de los pilares de la prosperidad económica de la zona fue la explotación de la sal.

### Cronología histórica de Turda

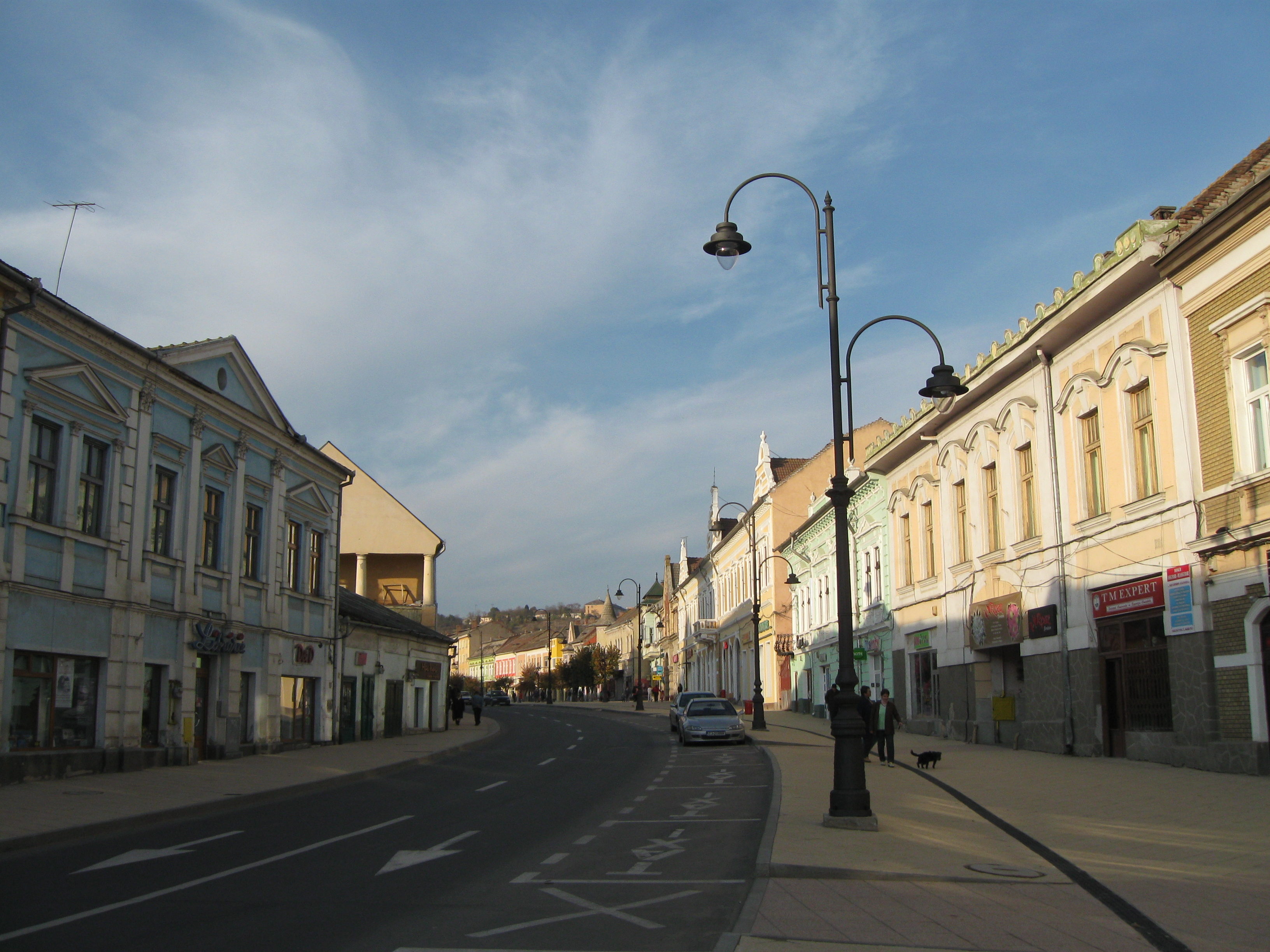
La zona central de Turda

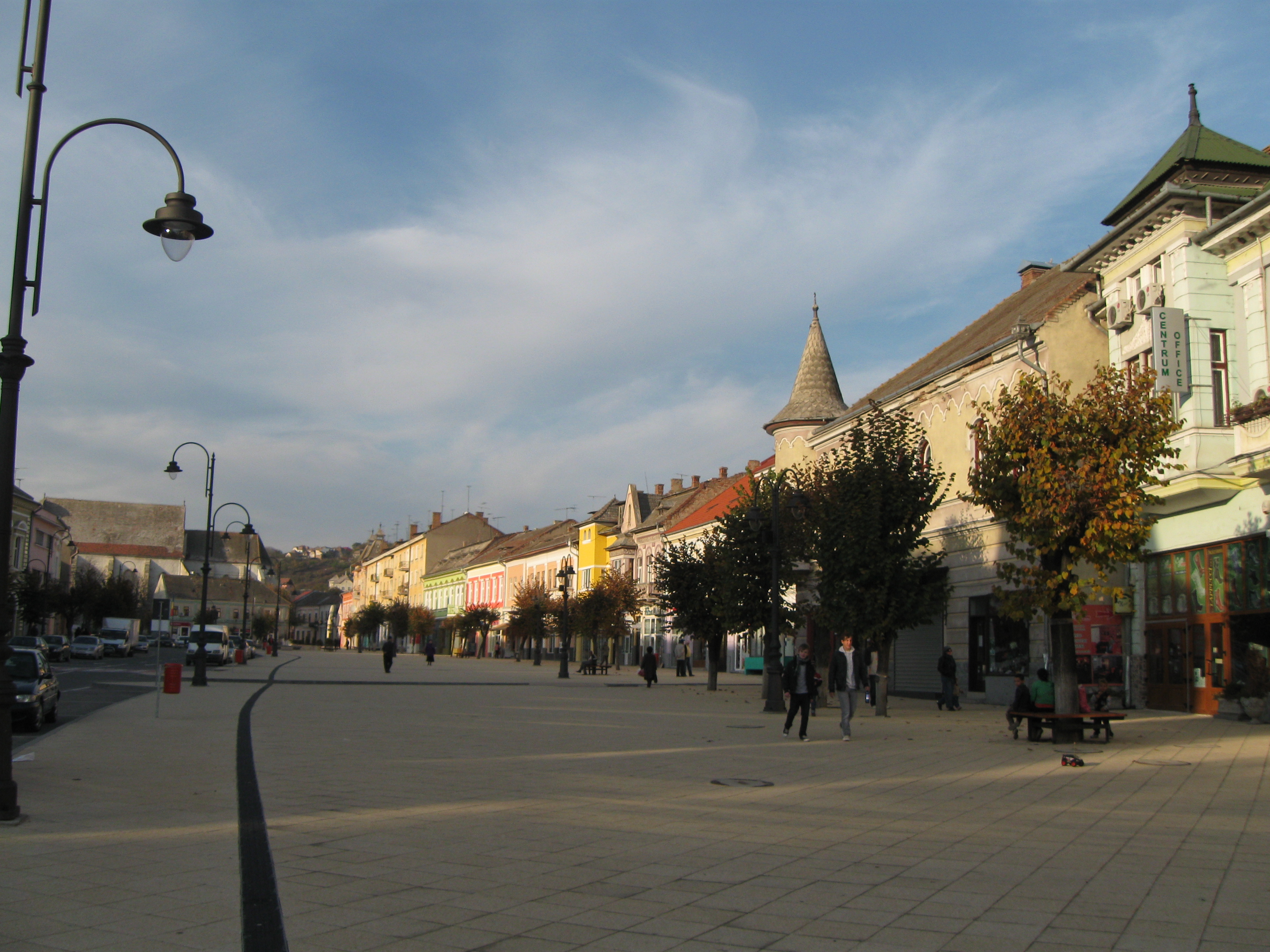
La zona central de Turda

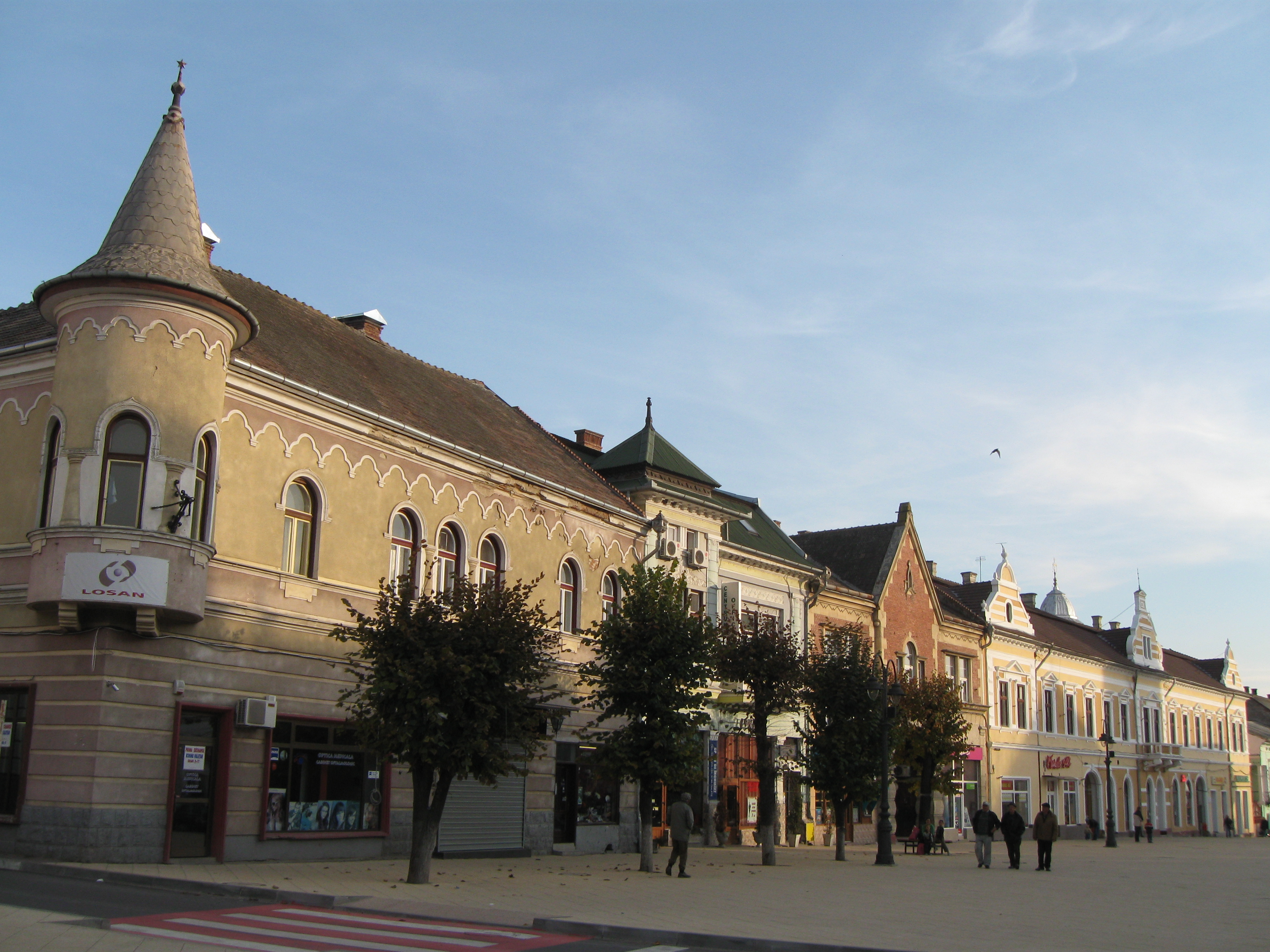
La zona central de Turda

- 108 - La localidad de [Potaissa] aparece en textos romanos.
- 271 - La retirada de las tropas de Aureliano conlleva la decadencia de la vida urbana.
- 1075 - La explotación salina en Turda aparece reflejada en varios textos húngaros.
- 1288 - Tiene lugar en Turda la primera reunión de los Nobles húngaros de Transilvania.
- 1366 - Luis I de Hungría (el Grande) emite el Decreto de Turda
- 1557 - Se reconoce la religión luterana
- 1561 - Se reconoce la religión calvinista
- 1564 - Se reconoce la religión unitaria
- 1568 - Ioan Sigismund Zápolya emite el Edicto de Turda en el que se recoge la libertad religiosa y de creencias para los habitantes de Transilvania. Es el primer texto de estas características en la Europa moderna.
- 1844 - El Dr. Hanko J. arregla los Baños Salados
- 1863 - Se establece la escuela de Turda Nouă
- 1880 - Se construye la Fábrica de Cerveza de Turda
- 1887 - Se establece la "Banca Arieşeană"
- 1917 - Se introduce en la ciudad el gas metano.
- 1917 - La ciudad alcanza los 17.000 habitantes.

## Demografía
| Población |        |          |         |
| Año       | Total  | Húngaros | Rumanos |
| 1910      | 15 167 | 69.4 %   | 27.6 %  |
| 1920      | 16 692 | 62.0 %   | 31.3 %  |
| 1930      | 21 428 | 52.7 %   | 39.0 %  |
| 1941      | 32 170 | 22.1 %   | 70.5 %  |
| 1956      | 35 606 | 20.6 %   | 74.6 %  |
| 1966      | 44 980 | 16.9 %   | 81.2 %  |
| 1977      | 55 294 | 14.0 %   | 83.7 %  |
| 1992      | 61 200 | 11.6 %   | 87.4 %  |
| 2002      | 55 887 | 10.0 %   | 84.0 %  |
| 2021      | 43 319 | 5.9 %    | 72.5 %  |

Según el censo de 2021, la ciudad tiene una población de 43 319 habitantes. De ese total, 31 387 son de etnia rumana, 2566 son húngaros, 1745 son gitanos, 12 son alemanes y 57 son de otras etnias. En el caso del resto de la población se desconoce su origen étnico.
| Religión        |        |         |         |
| Religión        | 1930   | 2002    | 2021    |
| Reformistas     | 30.9 % | 6.63 %  | 3.94 %  |
| Greco-católicos | 26.0 % | 4.49 %  | 1.93 %  |
| Católicos       | 15.7 % | 1.88 %  | 1.25 %  |
| Ortodoxos       | 12.8 % | 80.14 % | 66.30 % |
| Unitarios       | 9.2 %  | 1.92 %  | 1.42 %  |
| Hebreos         | 4.3 %  | < 0.01% | < 0.01% |
| Luteranos       | 0.9 %  | < 0.01% | < 0.01% |

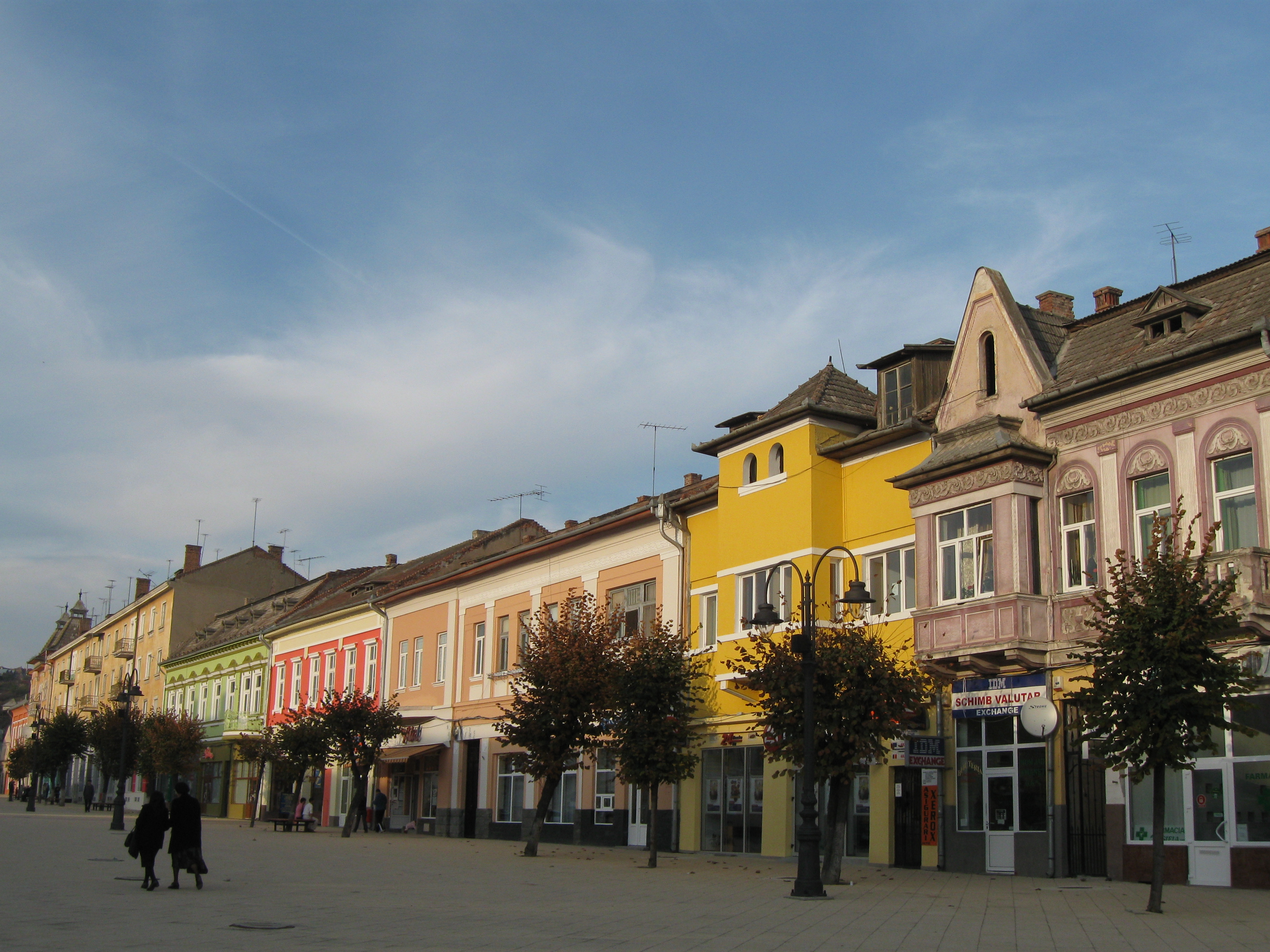
La zona central de Turda

Según el censo de 2021, 28 721 habitantes de la ciudad son ortodoxos, 1705 son reformistas, 1430 son pentecostales, 837 son greco-católicos, 614 son unitarios, 543 son católicos, 163 son baptistas y 125 son adventistas. En el caso del resto de la población, pertenecen a otras minorías religiosas, son ateos o agnósticos, o se desconoce su filiación religiosa.
La fuerte subida de los ortodoxos de 1930 a 2002 se debe entre otras causas a la prohibición de la religión greco-católica en Rumania.
Entre los siglos XVII y XX hubo una amplia comunidad alemana, que construyeron una Iglesia evangélica-luterana derribada en 1986 en pleno centro de la ciudad para construir en su lugar una Casa de la Cultura.

## Datos geográficos

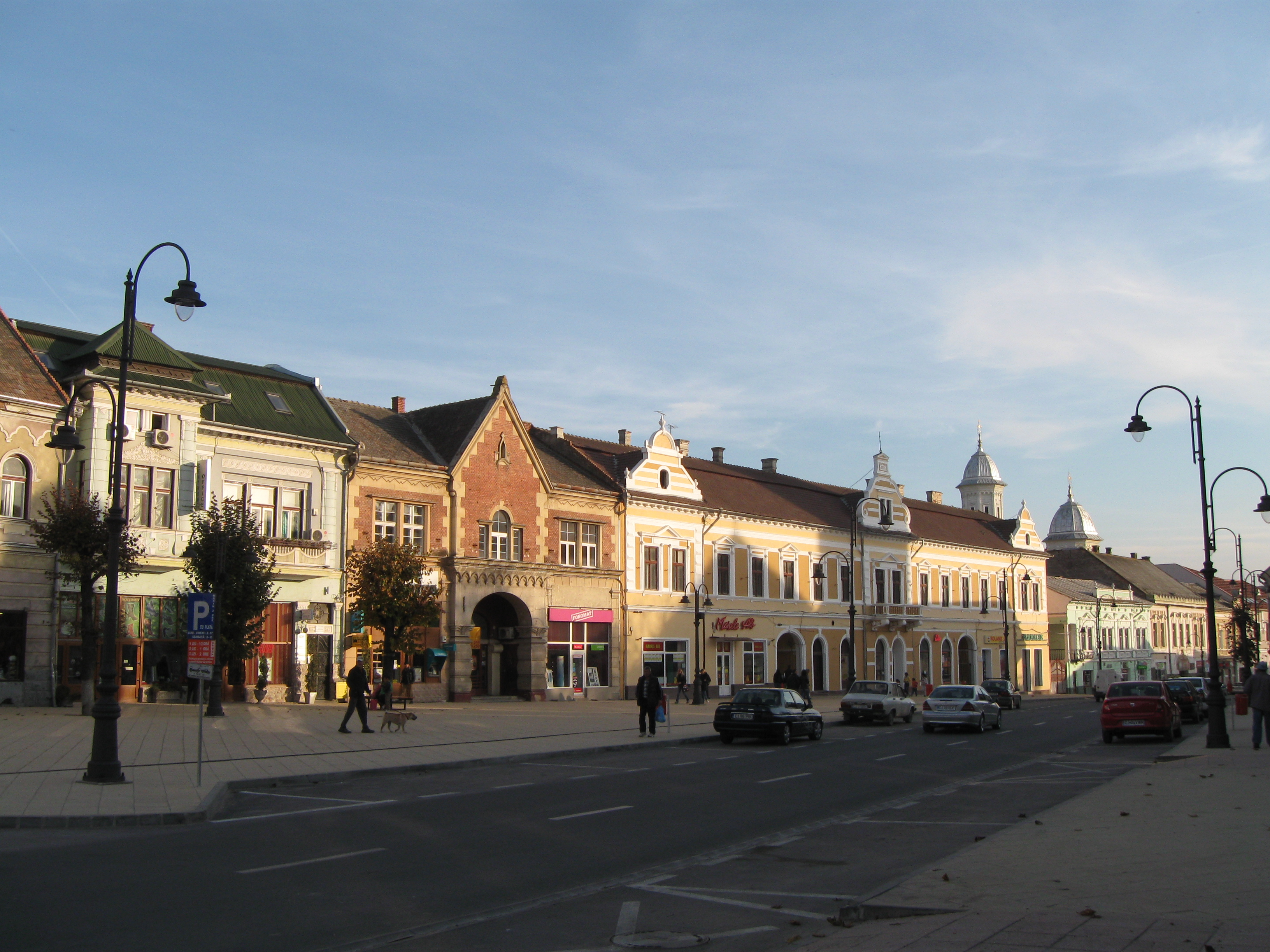
La zona central de Turda

Turda se extiende principalmente por la parte izquierda del río Arieș. La altitud mínima en la ciudad es de 310 m s. n. m. en la zona del valle del Arieș, mientras que la zona noreste alcanza la altitud máxima de 436 m s. n. m.
La ciudad se compone de tres zonas diferentes: Turda Vieja (desde el puente sobre el río hacia el norte, incluyendo el centro y el final de la calle Avram Iancu), Turda Nueva (de la calle Avram Iancu hasta Cluj) y Oprișani (desde el puente sobre el Arieș hasta Câmpia Turzii).

## Economía
La economía de Turda se basa principalmente en la industria de diferentes áreas: materiales de construcción, industria química, metalurgia, porcelana técnica, cristal y componentes para vehículos de motor.[cita requerida]

## Cultura
En el ámbito cultural se destacan el Museo de Historia (Muzeul de Istorie), la Biblioteca Municipal (Biblioteca Municipală "Teodor Murășanu"), la Casa de Cultura, la Sociedad Cultural Filarmónica de Turda, la Societatea Culturală Rei Culturaes Fautores, la Fundación Potaissa, el Teatro Municipal, el Club Infantil, el Club de Danza Deportiva "Potaissa", la Asociación Folklórica "Potaissa" y el Colegio Nacional Mihai Viteazul.

## Atracciones turísticas

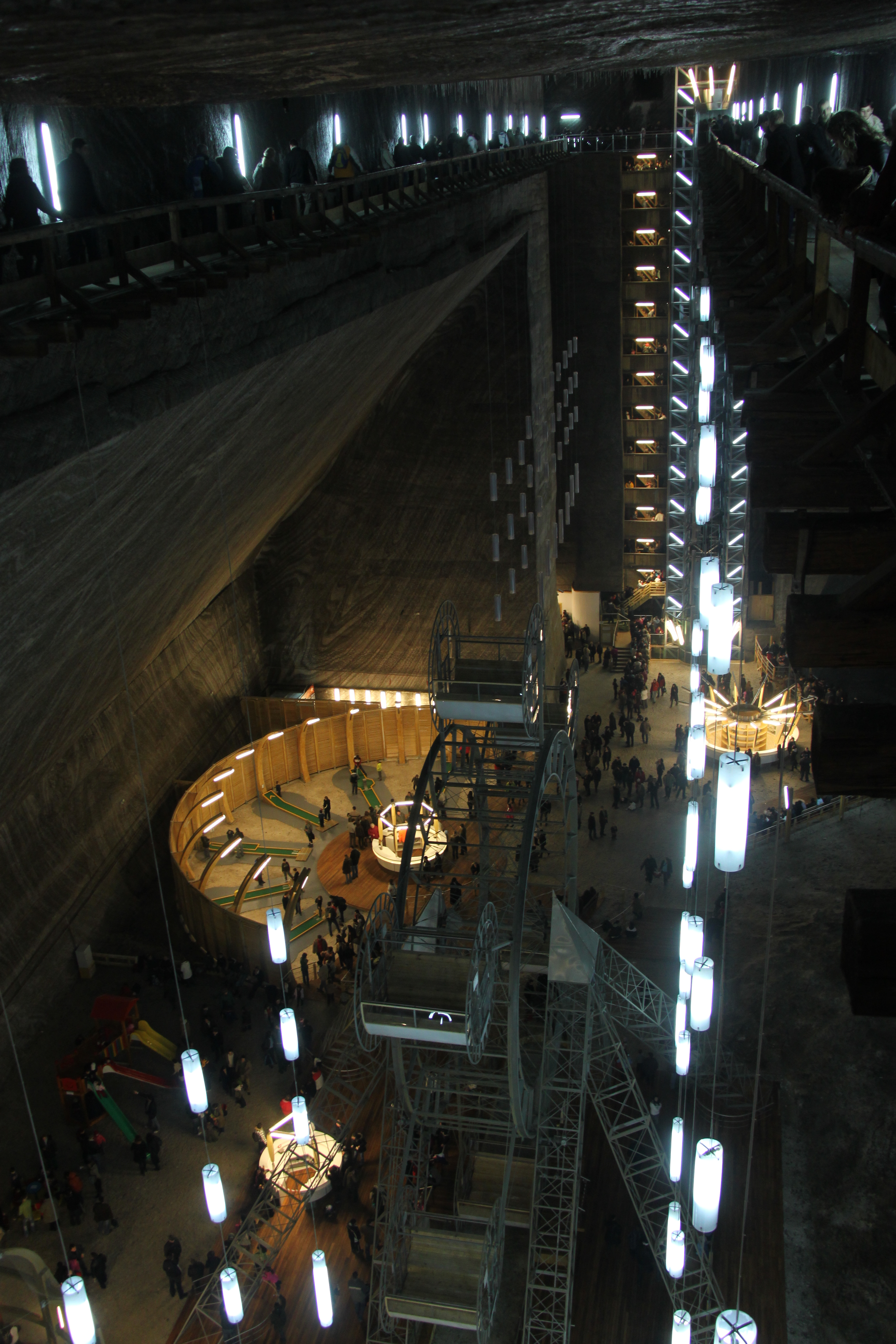
Las minas de sal de Turda

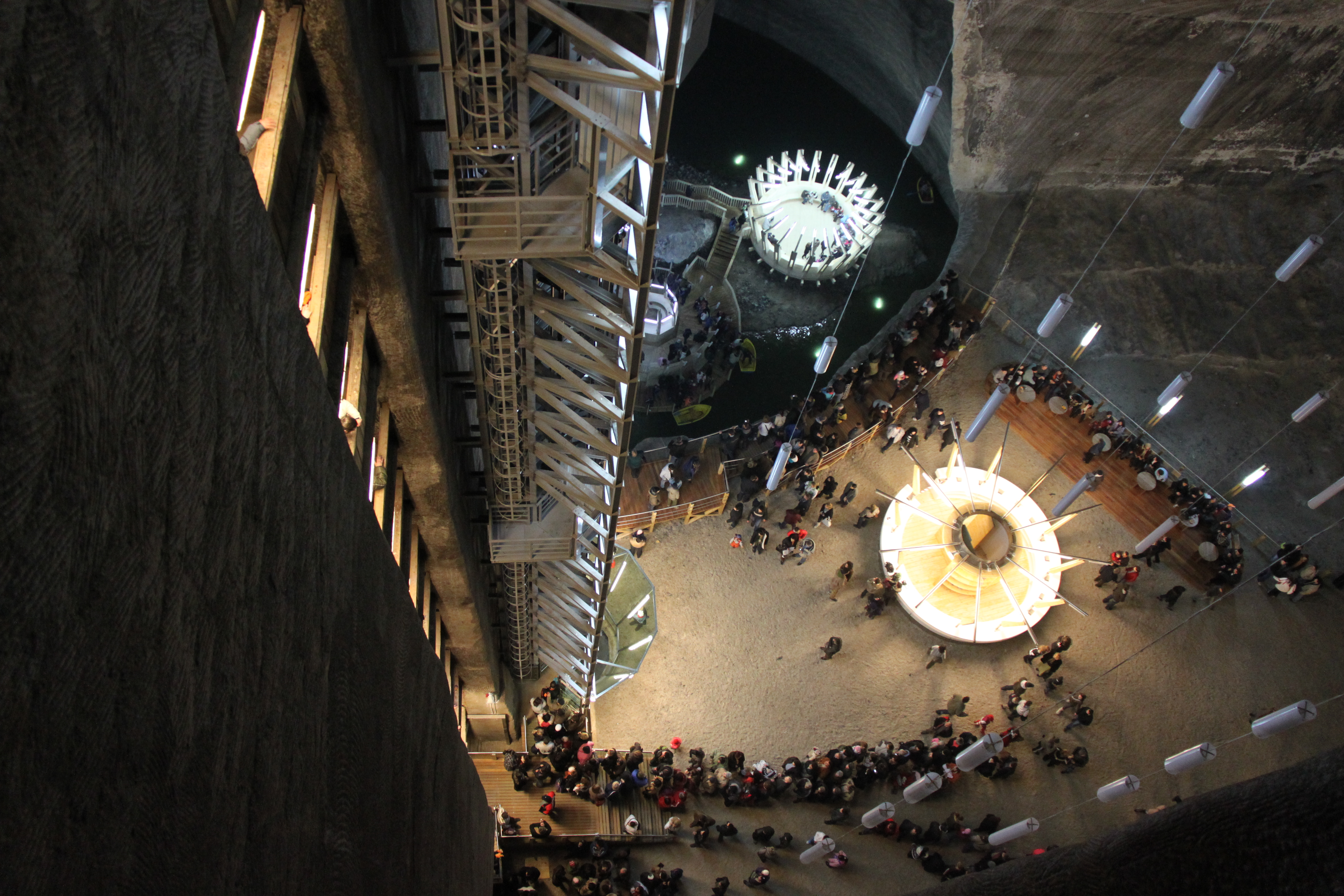
Las minas de sal de Turda

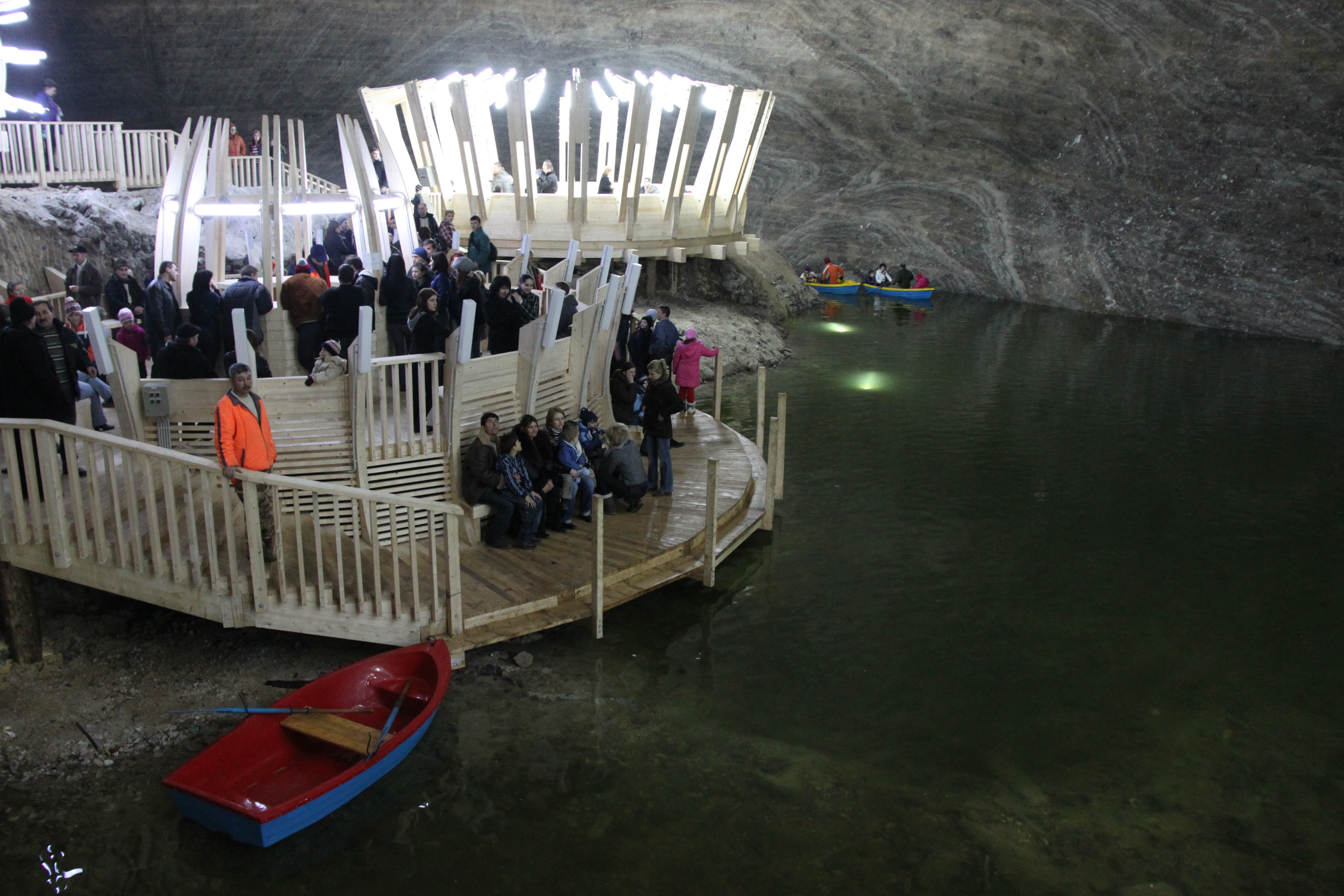
Las minas de sal de Turda

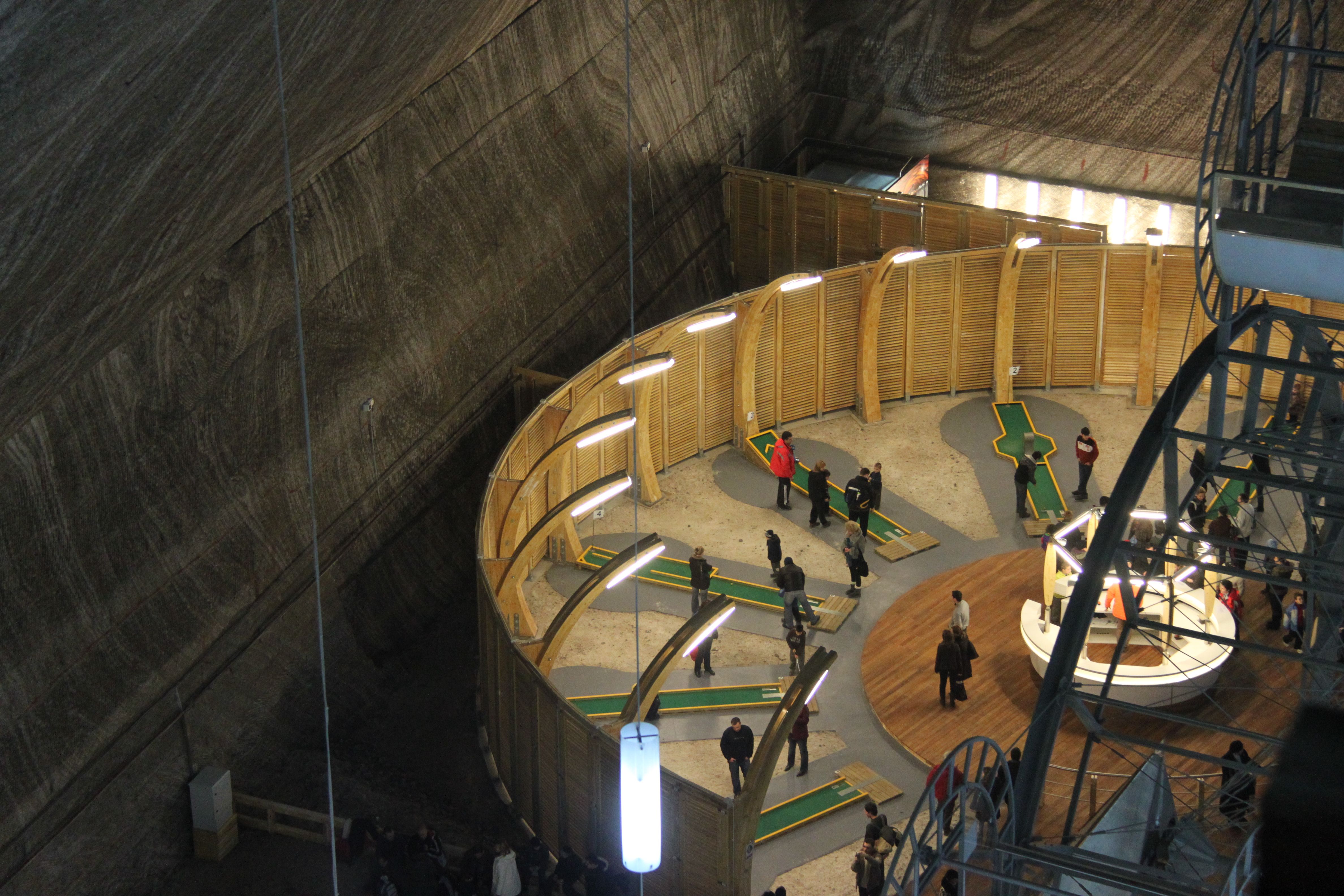
Las minas de sal de Turda

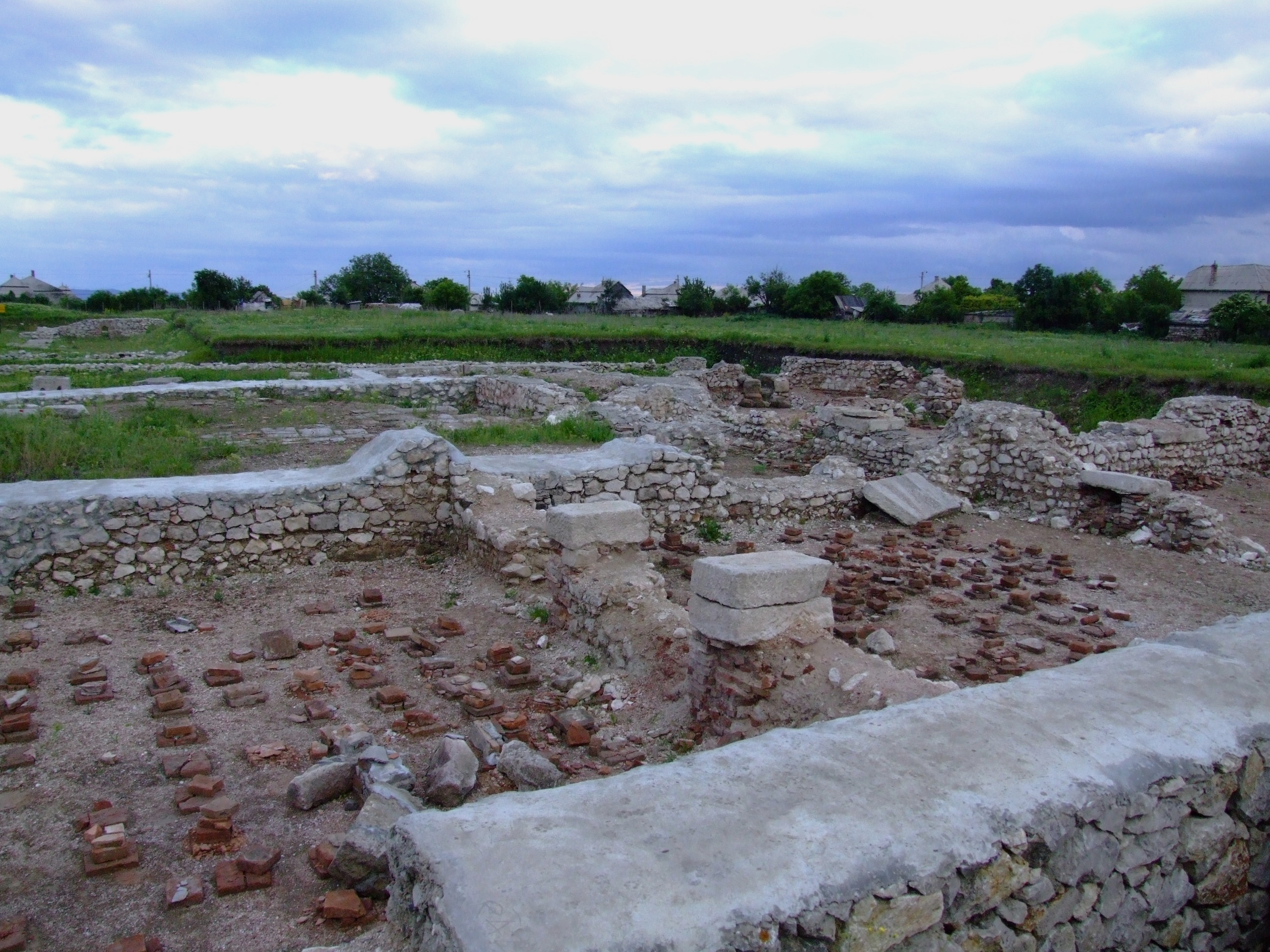
Las ruinas romanas de Turda-Potaissa

En la ciudad de Turda existen diferentes atractivos turístico-culturales, como son:
- Campamento romano de Potaissa - Ciudadela
- Salina de Turda - zona Turda Nueva-Durgău
- Palacio de los Príncipes de Turda (Museo de Historia) - zona Centro
- Iglesia Calvinista de Turda-Vieja ("Iglesia con Torre") - zona Centro
- Iglesia Calvinista-Reformista en Turda-Nueva - zona Turda Nouă
- Iglesia católica - zona Centro
- Teatro Municipal de Turda - zona Centro
- Tribunal de Turda (antiguo Ayuntamiento, actualmente Juzgado) - zona Centro
- Ayuntamiento de Turda (Antigua Prefectura) - zona Centro
- Estatua de Ioan Raţiu - zona Centro
- Estación balnearia - zona de baños salados
- Parque zoológico de Turda - zona Baños Salados de Turda
- Monumento a Mihai Viteazul
- Săndulești
- Ciudadela Liteni
- Ciudadela Colţești
- Rimetea

## Memoriales
El Cementerio de los Héroes rumanos y húngaros caídos en la Segunda Guerra Mundial, Cimitirul eroilor români și maghiari din cel De-al Doilea Război Mondial, construido en 1946, está ubicado en el Cementerio Central de la localidad. Su superficie es de 1.480 m², en los cuales hay 384 héroes, de los cuales se conoce el nombre de 43, siendo 341 desconocidos.

## Administración
Turda se divide en varios barrios: Poiana, Oprșiani (dividido en cuatro microdistritos: Micro I, II, III și IV), Turda Nueva, Turda Vieja (centrul vechi), Poştarât, Hărcana, San Juan, Petrilaca. En Oprişani la denominación de "microbarrio" se atribuye a barrios de bloques levantados en la época comunista. Otras zonas se denominan como gente famosa de Turda ("La Bocoş") o como las instituciones famosas de la zona: "La LMV" (Liceo "Mihai Viteazu"), "lângă Spital", "la Biserică" etc.

## Ciudades hermanadas
Turda está hermanada con varias ciudades de todo el mundo:
- Angoulême (Francia)
- Hódmezővásárhely (Hungría)
- Bihartorda (Hungría)
- Torda (Serbia)
- Putten (Holanda)
- Santa Susana (España)